# 封东来
封东来（1972年10月—），男，汉族，江苏盐城人，中国凝聚态物理学家，中国科学技术大学教授、博士生导师，中国科学院院士。

## 生平
1996年硕士毕业于中国科学技术大学近代物理系，2001年获美国斯坦福大学物理学博士学位。2002年起任复旦大学物理系教授、博士生导师，2010年起任复旦大学应用表面物理国家重点实验室主任。2020年全职回到中国科学技术大学，担任国家同步辐射实验室主任，核科学技术学院执行院长，物理学院“严济慈”讲席教授。
2002年获国家杰出青年基金，2005年获聘教育部 “长江学者奖励计划” 特聘教授，2006年获中国青年科技奖，2011年获中国物理学会叶企孙奖，2021年当选中国科学院院士。2024年6月，出任上海科技大學校長。